# Гонсалвеш Бернарду, Паулу Гильерме
Па́улу Гилье́рме Гонса́лвеш Берна́рду (порт. Paulo Guilherme Gonçalves Bernardo, португальское произношение: [ˈpawlu βɨɾˈnaɾðu]; родился 24 января 2002) — португальский футболист,  полузащитник клуба «Бенфика» и молодежной сборной Португалии. Выступает на правах аренды за клуб «Селтик».

## Клубная карьера
Воспитанник футбольной академии лиссабонской «Бенфики». В феврале 2018 года подписал с клубом свой первый профессиональный контракт. 2 ноября 2021 года дебютировал в основном составе «Бенфики» в матче группового этапа Лиги чемпионов УЕФА против «Баварии». 7 ноября 2021 года провёл свой первый матч в португальской Примейре — это была игра против «Браги».

## Карьера в сборной
Рамуш выступал за сборные Португалии до 15, до 16, до 17, до 19 лет и до 21 года.
В мае 2019 года в составе сборной до 17 лет сыграл на юношеском чемпионате Европы. Провёл на турнире 4 матча и забил 1 гол в матче против сборной Исландии.
6 сентября 2021 года дебютировал за сборную Португалии до 21 года в матче отборочного турнира к молодёжному чемпионату Европы против сборной Беларуси.